# Ilnacora texana
Ilnacora texana är en insektsart som beskrevs av Knight och Schaffner 1976. Ilnacora texana ingår i släktet Ilnacora och familjen ängsskinnbaggar. Inga underarter finns listade i Catalogue of Life.